# Habitatge al carrer Barcelona, 4 (Sant Vicenç dels Horts)
L'Habitatge al carrer Barcelona, 4 és una obra del municipi de Sant Vicenç dels Horts (Baix Llobregat) inclosa en l'Inventari del Patrimoni Arquitectònic de Catalunya.

## Descripció
Es tracta d'un edifici entre mitgeres de planta baixa i pis cobert a dues vessants. La composició de la façana és ordenada a partir de les obertures, amb cert caire noucentista. Finestres i portes són d'arc de mig punt, amb pilastres i capitells encastats. Al primer pis hi ha tres portes que donen a una balconera comuna. La cornisa és de fines motllures i el frontó, rebaixat, presenta gelosies.
Com a únic element ornamental hi ha cinc mènsules sota la peanya del balcó, que representen el bust d'una noia amb garlanda de flors, i un doble arc amb muntants corresponent a una mena d'obertura cega que es troba a l'eix central del pis.